# Philologie du sanskrit
La philologie du sanskrit fut pratiquée tant par les anciens grammairiens indiens que par différents érudits occidentaux.

## Érudits indiens anciens et modernes

### Anciens
Comme pour tous les documents de l'histoire indienne, les dates restent sujettes à caution, et vives sont les controverses. Il est communément admis de situer L’Œuvre en huit chapitres (अष्टाध्यायिन्  Aṣṭādhyāyī) de Pāṇini au IVe siècle av. J.-C., à l'époque de la floraison des royaumes de Kosala et de Magadha qui sépara la tentative de conquête du Perse Darius (521-486 av. J.-C.) de celle du Macédonien Alexandre le Grand (326 av. J.-C.). Bouddhisme et jaïnisme créaient une gêne grandissante pour la suprématie du brahmanisme post-védique… et de sa langue.
Deux siècles plus tard le grammairien Patanjali (Patañjali-) écrivit son mahā- bhāṣya-, Grand Commentaire du Aṣṭādhyāyī-, durant le règne des maurya- bouddhistes qui rayonnaient de leur capitale Pataliputra- (actuelle Patna) jusqu'à l'Indus, le Śrī Laṅkā, et l'Extrême-Orient. Un puriste s'avérait bien nécessaire pour éviter l'intrusion de barbarismes dans la vieille langue sacrée…

### Modernes
- Ram Mohan Roy (   -   )

## Érudits occidentaux
L'étude de la grammaire du sanskrit dépasse largement les frontières de la France. Allemands, Anglais, Hollandais, Américains, y participent activement. Il conviendrait de citer les indianistes suivants :
- Diogo do Couto (Lisbonne 1542 - Goa 1616), portugais ;
- João de Lucena (1548 - 1600), portugais, professeur à Evora, jésuite ;
- A. Rogerius (1651), hollandais ;
- P. Baldaeus (1672), hollandais ;
- Henry Thomas Colebrooke (Londres 1765 - Londres 1837), anglais ;
- Holwell (1771), danois ;

- Franz Felix Adalbert Kuhn (Koenigsberg 1812 - Berlin 1881), allemand ;
- Robert Caldwell (1814 - 1891),
- Rudolf De Roth (Stuttgart 1821 - Tubingue 1895), allemand, professeur et bibliothécaire à l'université de Tubingue ;
- Friedrich Max Müller (Dessau 1823 - Oxford 1900), allemand, enseigna à Oxford ;
- Albrecht Weber (Breslau 1825 - 1901), allemand, professeur à Berlin ;
- Richard Pischel (1849 - 1908), allemand, professeur à Berlin ;
- CH. R. Lanman (1850 - 1914), américain, professeur à Harvard ;
- Karl Geldner (1852 - 1929), allemand, Marburg ;
- Otto von Böhtlingk (1853-1876, années de collaboration avec Roth au dictionnaire sanskrit) ;
- Alfred Hillebrandt (1853 - 1927), allemand, Breslau ;
- Hermann Oldenberg (Hambourg 1854 - 1920), allemand, professeur extraordinaire à Berlin ;
- Maurice Bloomfield (1855 - 1928), américain ;
- Willelm Caland (1859 - 1932), hollandais, Utrecht ;
- Sten Konow (1867 - 1948), suédois, Oslo ;
- Rudolf Otto (1869 - 1937), allemand, Marburg ;
- Johannes Hertel (1872 - 1943), allemand ?, Lipsia ;
- Jean Przyluski (1875 - 1944), polonais ;
- William Jones (1880 - 1953),
- Monier Monier-Williams (1880 - 1953),
- Hermann Lommel (1885 - 1968), allemand, Francfort ;

- Paul Thieme (1905 - ?), allemand, Tubingue ;
- Jan Gonda (1905 - ?), hollandais, professeur à Utrecht, (voir bibliographie en fin d'article) ;
- Mircéa Eliade (Bucarest 1907 - Chicago 1986), né roumain, naturalisé américain ;
- John Brough (1917-1984), écossais

### Érudits français
François Bernier (Joué-Étiau 1620 - Paris 1688), né en Maine-et-Loire, devint durant douze ans médecin d'Aurangzeb. Surnommé Joli Philosophe, ce docteur épicurien collabora à l’Arrêt burlesque de Boileau, publia un Abrégé de la philosophie de Gassendi en 1678, visita l'Angleterre en 1685, publia un Traité du libre et du volontaire (1685), puis ses Voyages de Bernier contenant la description des États du Grand Moghol et de l'Hindoustan (réédité à Amsterdam en 1699).
Gaston-Laurent Cœurdoux, jésuite (Bourges 1691 - Pondichéry 1779) aborda l'Inde en 1732. Missionnaire à Bukkapuram(Andhra Pradesh) en 1736, puis supérieur de la mission du Maduré de 1744 à 1751, ce disciple du philologue Jean Calmette (jésuite), compara le sanskrit au grec et au latin. Ses observations linguistiques, abrégées en 1776 par l'officier Desvaulx, intéresseront vivement Anquetil-Duperron, l'Abbé Dubois, et Max Müller qui le nommera "père de la philologie comparée".
Abraham Hyacinthe Anquetil-Duperron (Paris 1731 - Paris 1805) marcha de 1755 à 1758 de Pondichéry à Surat, où Darab l'initia au parsi. En 1762, il déposa 180 manuscrits à la bibliothèque de Louis XVI ; l'Académie des inscriptions et belles-lettres, dont les Mémoires contiennent ses travaux, l'appela. Il traduisit l’Avesta en 1771, fonda l'École Orientaliste, et publia : Législation orientale (1778), Recherches historiques et géographiques de l'Inde (1786), Oupanishads traduits en latin (1804) qui enthousiasmeront Arthur Schopenhauer (1788 - 1860).
Joseph Héliodore Garcin de Tassy (1794 - 1878) traduisit le poète Mir Taki (1826), rédigea un Mémoire sur les particularités de la religion musulmane en Inde (1831), puis une Notice sur les fêtes populaires des hindous (1834), Les femmes poètes dans l'Inde (1854), Les auteurs hindoustanis et leurs ouvrages (1868), Histoire de la littérature hindouie et hindoustani (1870,71).
- La première chaire de sanskrit en Occident fut occupée par Antoine-Léonard Chézy au Collège de France en 1814.
- Son compatriote Eugène Burnouf (1801-1851) donna aussi ses leçons de védisme à Paris.
- Abel Bergaigne (1838-1888) tenta ensuite une interprétation philologique rigoureuse du r.gveda-.
- Alexandre Langlois (1788-1854) en donna une traduction plus "littéraire" que précise (éditée en 1872, voir bibliographie ci-dessous).
- V.Henry (1850-1907) enseigna à Paris lui aussi, fortement influencé par les Vedische Studïen de l'Allemand Karl Geldner.

- Au XXe siècle se détache l'œuvre de Louis Renou (1896-1966), sa Grammaire sanskrite datant de 1935, et sa Grammaire védique de 1952, sont magistrales.
- Les études éclectiques et grammaticales de Jean Varenne méritent aussi de retenir l'attention.
- Quant aux ouvrages de Madeleine Biardeau, ils dépassent les cadres étroits de la linguistique pour offrir des points de vue originaux sur la culture classique indienne.

## Étude de la culture d'expression sanskrite en France
La littérature sanskrite étant une des plus riches du monde, tout à la fois par son extension dans le temps et par la variété des sujets dont elle traite, elle a fasciné de nombreuses personnes en dehors de l'Inde. En France, le plus important contributeur à la connaissance de la culture d'expression sanskrite est l'indianiste Louis Renou (1896-1966).
Un important ouvrage de référence en français, très utile pour la connaissance de cette culture, est L'Inde Classique, Manuel des études indiennes (2 vol.), qu'il a  dirigé avec son collègue Jean Filliozat (1906-1982).

### Grammaires
- Louis Renou, Grammaire sanskrite, Paris 1935
- Louis Renou, Grammaire védique, Paris 1952
- Louis Renou, Grammaire sanskrite élémentaire, 109 pages, Librairie d'Amérique et d'Orient, Adrien Maisonneuve, J.Maisonneuve, succ., Paris 1978.
- Jan Gonda, professeur à l'université d'Utrecht, (traduit de l'allemand par Rosane Rocher, aspirant du fonds national belge de la recherche scientifique), Manuel de grammaire élémentaire de la langue sanskrite, 173 pages, E.J. Brill, Leiden, & Adrien Maisonneuve, Paris, 1966 (Éd. revue et corrigée 1997, réimpression 2002).
- Jean Varenne, professeur à l'université de Provence, Grammaire du sanskrit 128 pages, Presses Universitaires de France, collection "Que sais-je" n° 1416, Paris 1971  (ISBN 9782130358947)

### Lexiques
- Monier Monier-Williams, A sanskrit-english Dictionary, Oxford, 1899 (mis en ligne par l'Université de Cologne sous le titre Monier-Williams Sanskrit-English Dictionary - Révision 2008).
- N. Stchoupak, L. Nitti et Louis Renou, Dictionnaire sanskrit-français, 897 pages, Librairie d'Amérique et d'Orient, Jean Maisonneuve Successeur, Paris 1932, réédition 1987 (réimpression, 2008)  (ISBN 2-7200-1049-9)
- (en) R.S.McGregor, Oxford Hindi-English Dictionary, 1083 pages, Oxford University Press, Delhi, 1993 (réimpression 2002)  (ISBN 0-19-864339-X)
 Cet ouvrage contient de nombreux mots sanskrits en devanâgarî et translittération genevoise.
- Gérard Huet, Héritage du sanskrit dictionnaire sanskrit-français, 493 pages au format PDF (mis en ligne depuis le 10 décembre 2008 sous le titre The Sanskrit Heritage Dictionary).